# Administrativní dělení Ukrajiny

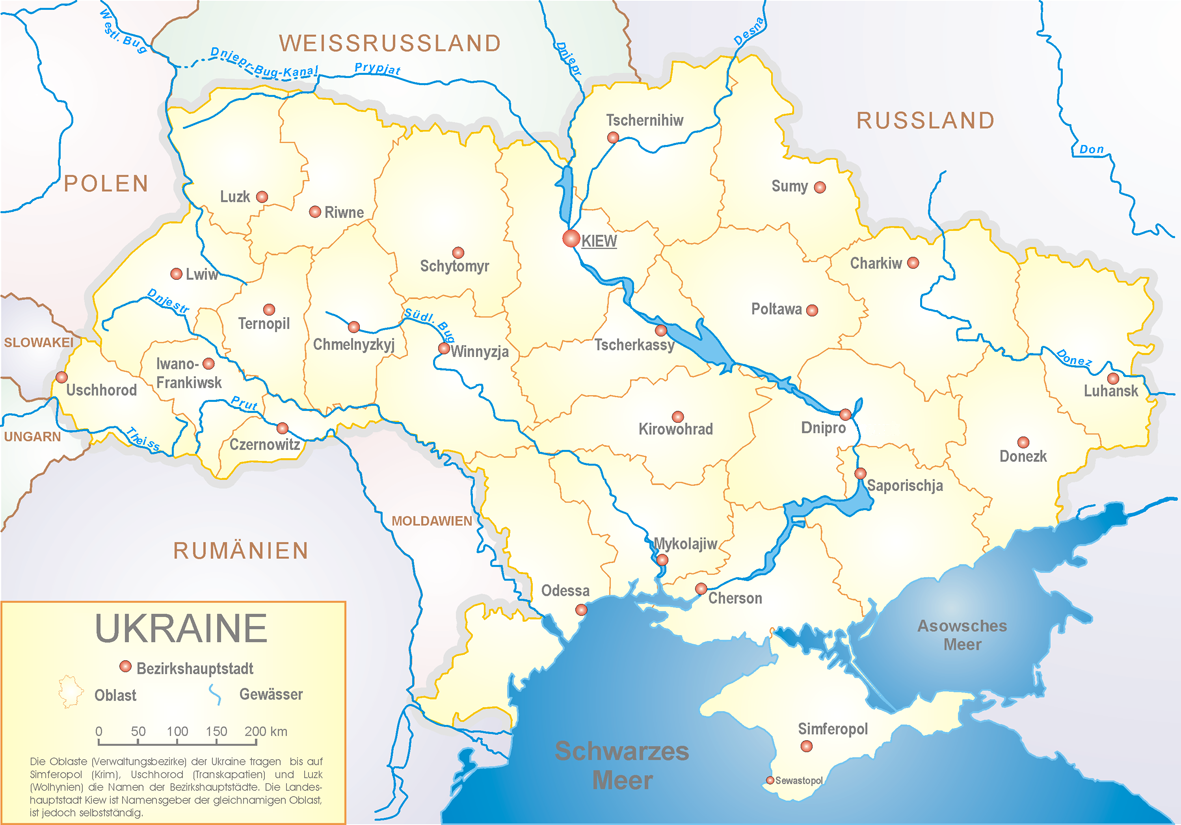
Administrativní dělení Ukrajiny - 27 subjektů nejvyšší úrovně

Administrativní dělení Ukrajiny je několikaúrovňové. V Zákoně O místní samosprávě na Ukrajině jsou vyjmenovány základní územně-správní celky: Autonomní republika Krym, oblasti, rajóny, města, rajóny ve městech, sídla a vesnice.

## Popis
Nejvyššími jednotkami samosprávy a územně-administrativního dělení je skupina 27 subjektů - 24 oblasti (область), 1 autonomní republika (Автономна республіка) Krym a 2 města se speciálním statusem (місто зі спеціальним статусом) Kyjev a Sevastopol. Krymská autonomní republika a město Sevastopol jsou od roku 2014 předmětem ruské anexe a Ukrajina nad tímto regionem nemá prakticky kontrolu. Ukrajina ani většina zemí světa toto neuznávají, takže de iure tyto jednotky zůstávají součástí Ukrajiny.
Druhá úroveň zahrnuje rajóny a města oblastního významu. Největší města sestávají z tzv. rajónů ve městech. V roce 2018 takovýchto měst bylo 24 (Kyjev, Sevastopol, Čerkasy, Horlivka, Doněck, Dnipro, Záporoží, Žytomyr, Kamjanske, Kremenčuk, Kryvyj Rih, Kropyvnyckyj, Luhansk, Lvov, Makijivka, Mariupol, Mykolajiv, Oděsa, Poltava, Simferopol, Sumy, Charkov, Cherson, Černihiv).
Další úrovení jsou města, sídla městského typu, sídla a vesnice.
V roce 2015 se rozjel proces administrativně-územní reformy ukrajinského území. Spočívá v udělení větších pravomocí místním samosprávám (decentralizaci) a změně správního územního členění. V rámci reformy vznikají tzv. „spojená územní společenství“ na základě Zákona O dobrovolném sdružování územních společenství ze dne 5. února 2015 přijatého Nejvyšší radou Ukrajiny. Podle tohoto zákona se sousedící města, osady, vesnické rady mohou spojit do jedné komunity, která bude mít jednu společnou místní vládu. Při rozhodování o dobrovolném sdružování územních společenství se přihlíží k historickým, přírodním, etnickým, kulturním a dalším faktorům ovlivňujícím sociálně-ekonomický rozvoj spojené územní komunity.

## Historie
V minulosti se Ukrajina coby součást Ruského impéria dělila na gubernie, v počátcích SSSR pak na okruhy a rajóny. Části Ukrajiny patřící Rakousku-Uhersku měly vlastní způsob územní správy.
Do roku 1954 existovala Izmajilská oblast, do 1959 i Drohobyčská oblast. Kromě přejmenování několika oblastí a přeměny Krymu na autonomní republiku neproběhly od 50. let 20. století v administrativním dělení Ukrajiny žádné výraznější změny. V roce 2014 Autonomní republiku Krym a město se speciálním statusem Sevastopol anektovalo Rusko.
Čtyři ukrajinské oblasti z větší části okupované Ruskem (Doněcká, Luhanská, Chersonská a Záporožská oblast) se na konci září 2022 staly součástí Ruské federace na základě referend o připojení k Rusku. Výsledky referend a jejich průběh byly mezinárodně zpochybněny a většinou států OSN neuznány. Kromě Luhanské oblasti navíc Rusko nemělo území žádné z oblastí zcela pod kontrolou.

## Územní jednotky Ukrajiny
Následující tabulka zachycuje strukturu administrativního dělení státu k datu 1. červenec 2020 dle informace Ukrajinského statistického úřadu.
| Územní celek nejvyšší úrovně | Kód   | Rajóny | Spojená územní společenství | Města  | Města                    | Rajóny ve městech | Sídla městského typu | Venkovské osady | Nárokováno Ruskem |
| Územní celek nejvyšší úrovně | Kód   | Rajóny | Spojená územní společenství | Celkem | Města oblastního významu | Rajóny ve městech | Sídla městského typu | Venkovské osady | Nárokováno Ruskem |
| ---------------------------- | ----- | ------ | --------------------------- | ------ | ------------------------ | ----------------- | -------------------- | --------------- | ----------------- |
| Čerkaská oblast              | UA-71 | 4      | 31                          | 16     | 6                        | 2                 | 14                   | 824             |                   |
| Černihivská oblast           | UA-74 | 5      | 42                          | 16     | 4                        | 2                 | 29                   | 1465            |                   |
| Černovická oblast            | UA-77 | 3      | 27                          | 11     | 2                        | -                 | 8                    | 398             |                   |
| Dněpropetrovská oblast       | UA-12 | 7      | 56                          | 20     | 13                       | 18                | 46                   | 1435            |                   |
| Doněcká oblast               | UA-14 | 8      | 10                          | 52     | 28                       | 21                | 131                  | 1115            | 2022              |
| Charkovská oblast            | UA-63 | 7      | 17                          | 17     | 7                        | 9                 | 61                   | 1673            |                   |
| Chersonská oblast            | UA-65 | 5      | 24                          | 9      | 4                        | 3                 | 31                   | 658             | 2022              |
| Chmelnycká oblast            | UA-68 | 3      | 39                          | 13     | 6                        | -                 | 24                   | 1414            |                   |
| Ivanofrankivská oblast       | UA-26 | 6      | 28                          | 15     | 6                        | -                 | 24                   | 765             |                   |
| Kirovohradská oblast         | UA-35 | 4      | 5                           | 12     | 4                        | 2                 | 27                   | 991             |                   |
| Kyjevská oblast              | UA-32 | 7      | 9                           | 26     | 13                       | -                 | 30                   | 1126            |                   |
| Luhanská oblast              | UA-09 | 8      | 9                           | 37     | 14                       | 4                 | 109                  | 780             | 2022              |
| Lvovská oblast               | UA-46 | 7      | 25                          | 44     | 9                        | 6                 | 34                   | 1850            |                   |
| Mykolajivská oblast          | UA-48 | 4      | 28                          | 9      | 5                        | 4                 | 17                   | 885             |                   |
| Oděská oblast                | UA-51 | 7      | 26                          | 19     | 9                        | 4                 | 33                   | 1123            |                   |
| Poltavská oblast             | UA-53 | 4      | 44                          | 16     | 6                        | 5                 | 20                   | 1805            |                   |
| Rovenská oblast              | UA-19 | 4      | 28                          | 11     | 4                        | -                 | 16                   | 999             |                   |
| Sumská oblast                | UA-59 | 5      | 34                          | 15     | 7                        | 2                 | 20                   | 1455            |                   |
| Ternopilská oblast           | UA-61 | 3      | 39                          | 18     | 4                        | -                 | 17                   | 1023            |                   |
| Vinnycká oblast              | UA-05 | 6      | 35                          | 18     | 6                        | -                 | 29                   | 1457            |                   |
| Volyňská oblast              | UA-07 | 4      | 41                          | 11     | 4                        | -                 | 22                   | 1054            |                   |
| Zakarpatská oblast           | UA-21 | 6      | 6                           | 11     | 5                        | -                 | 19                   | 578             |                   |
| Záporožská oblast            | UA-23 | 5      | 36                          | 14     | 5                        | 7                 | 22                   | 914             | 2022              |
| Žytomyrská oblast            | UA-18 | 4      | 47                          | 12     | 5                        | 2                 | 43                   | 1613            |                   |
| Autonomní republika Krym     | UA-43 | 14     | -                           | 16     | 11                       | 3                 | 56                   | 947             | 2014              |
| město Kyjev                  | UA-30 | -      | -                           | 1      | 1                        | 10                | -                    | -               |                   |
| město Sevastopol             | UA-40 | -      | -                           | 2      | 1                        | 4                 | 1                    | 29              | 2014              |
| Ukrajina celkem              |       | 140    | 686                         | 461    | 189                      | 108               | 883                  | 28376           |                   |